# Id Software
Id Software — приватна компанія розробник відеоігор, розташована в Мескиті (передмістя Далласу, штат Техас). ID software — одні з основоположників жанру шутер від першої особи.

## Історія

### Заснування
Фірма була заснована чотирма співробітниками комп'ютерної компанії Softdisk:
- Джон Кармак, програміст
- Джон Ромеро, ігровий дизайнер
- Том Хол, ігровий дизайнер
- Адріан Кармак (однофамілець Джона Кармака), художник

### Злиття з ZeniMax Media
24 червня 2009 року було анонсовано про те, що компанія ZeniMax Media, яка є батьківською компанією Bethesda Softworks, завершила придбання id Software. Згідно з угодою, Bethesda Softworks буде видавати всі ігри id Software за винятком тих, які вже мають угоду на видання з іншими компаніями. Тодд Холленсхед, генеральний директор id Software, так прокоментував акт придбання: «Співпраця з розумним видавцем, таким як Bethesda Softworks, була унікальною можливістю, при якій інтереси студії і видавця будуть повністю однаковими і в розробці, і в маркетингу наших ігор. Крім того, тепер ми маємо фінансові і ділові ресурси для підтримки майбутнього розвитку id Software; це величезна перевага, яка приведе до все кращих і кращих ігор для наших фанатів». id Software продовжить працювати як студія-розробник під керівництвом її засновника Джона Кармака. Згідно з угодою, в процесі розробки ігор id Software не буде зроблено жодних змін, всі керівники залишаться на своїх посадах і вже підписали контракти про продовження діяльності на своїх постах.
«Ця угода ставить id Software в чудову позицію, яка буде сприяти нашому просуванню», заявив Джон Кармак, який продовжить працювати на посаді технічного директора. «Тепер ми будемо в змозі поліпшити і розширити всі наші франчайзи під одним дахом, посилюючи наші здібності завдяки багатьом командам, даючи можливість проводити передові дослідження».
Пізніше відомий ігровий ресурс Kotaku.com попросив Кармака прокоментувати дану угоду:

Чому id Software продалася? Ми реально втомилися сперечатися з нашими видавцями в питаннях того, якими будуть наші ігри. І ми дійсно отримали більше IP, ніж ми були здатні використати. І робота з іншими компаніями не вдавалася так ефективно, як повинна була. Таким чином, ідея фактичного становлення видавцем і злиття з Bethesda і ZeniMax нам здалася ідеальною. Важко уявити повнішу угоду. Вони — ААА, першокласна топова компанія щодо RPG. І вони не перетинаються з усім тим, що ми робимо в жанрі FPS.
Оригінальний текст (англ.)
Why did id sell? "We're really getting kind of tired competing with our own publishers in terms of how our titles will be featured," Carmack said. "And we've really gotten more IPs than we've been able to take advantage of. And working with other companies hasn't been working out as spectacularly as it could. So the idea of actually becoming a publisher and merging Bethesda and ZeniMax on there [is ideal.] It would be hard to imagine a more complementary relationship. They are triple A, top-of-the-line in what they do in the RPGs. And they have no overlap with all the things we do in the FPSes".

Джон Ромеро, колишній співробітник id Software, назвав цю угоду «огидною», а також додав «Fallout 3 купив DOOM». Однак пізніше він змінив свою думку, заявивши: «Я позитивно ставлюся до угоди з ZeniMax. Моя первісна реакція була різкою. Шкода. Я вважаю, що я був вражений і сумний, коли побачив, що та стара id Software сьогодні змінилася назавжди. Це новий день і нова id Software».
Наступного дня, 25 червня, сайт VentureBeat розмовляв з Джоном Кармаком щодо даної угоди. На питання про те, чому id Software так зробила, Кармак відповів наступним чином:
|  | ZeniMax прийшла з пропозицією. Чим більше ми на неї дивилися, тим більше вона нам подобалася. Серед двох очевидних покупців id Software були присутні Electronic Arts і Activision. Вони є двома гігантами ігрової індустрії. Але ми знали, що повинні будемо пройти через суттєві корпоративні зміни, якщо підемо з ними. Ми знаємо розробників, що працюють в студіях, що належать цим компаніям. І хоча вони багато чого хорошого говорять, але немає сумніву в тому, що ці компанії змінилися. І якщо б ми пішли до однієї з цих двох компаній, то ми б стали ще однією такою студією. Ми були б дорогою студією, але ми б не були єдиною студією видавця, яка виробляє шутери. І нам довелося б конкурувати за ресурси з нашими партнерськими і сестринськими студіями. Немає сумніву, що якби в них був проект типу Call of Duty, то був би конфлікт |

.
Також в даному інтерв'ю Кармак говорив про майбутнє компанії. Він повідомив про намір id Software створити три команди розробників, які б паралельно працювали над трьома великими проектами. Після того, як Quake Live буде закінчена, її невелика команда перейде на мультиплеєр Rage і Doom 4. Згідно з Кармаком, на момент інтерв'ю компанія має в своєму розпорядженні дві великі команди, які працюють над Rage і Doom 4. Також є відділення мобільних ігор. Відповідно, планується створення третьої нової команди шляхом набору нових співробітників. На момент даного інтерв'ю загальна кількість співробітників компанії рівна 105.
Джордж Бруссард, співзасновник 3D Realms, так прокоментував дану покупку:
|  | Немає кращої компанії, яка б могла купити їх. Ми всі досить щасливі, і я очікую, що ZeniMax не буде істотно «чіпати» id Software і дасть їй робити те, що вони роблять; тобто вчинить так само, як і з Bethesda. Пам'ятайте, що Oblivion і Fallout 3 були зроблені при тій же самій угоді. Якщо б це був якийсь інший видавець, то це була б причина для поминок, але в цьому випадку варто святкувати |

.
Пізніше стало відомо, що для купівлі id Software компанія ZeniMax Media взяла кредит у розмірі $ 105 млн.

## Опис компанії
На 2009 рік ключовими фігурами компанії є:
- Джон Кармак (англ. John Carmack), співзасновник, технічний директор
- Кевін Клауд (англ. Kevin Cloud), співзасновник, художник
- Тім Уїллітс (англ. Tim Willits), співзасновник, провідний дизайнер
- Тодд Холленсхед (англ. Todd Hollenshead), співзасновник, генеральний директор
- Катерина Ганна Канг (англ. Katherine Anna Kang), президент, завідувач відділу "id mobile», дружина Д. Кармака [19]

### Назва
За офіційною версією компанії, назва «id» сходить до терміну Зигмунда Фрейда і читається «ід». Але назва спочатку походила від Ideas from the Deep і читалося «Айді». Зокрема, в Wolfenstein 3D назву було написано як «ID».

## Список продуктів
- Wolfenstein 3D (1992)Dangerous Dave (1988)

Wolfenstein 3D (1992)

  - Double Dangerous Dave (1990) (16-кольоровий порт оригіналу 1988 року)
  - Dangerous Dave (1990) (версія оригіналу 1988 року для DOS, пізніше була перевидана як:Dangerous Dave in the Deserted Pirate's Hideout)
- Dangerous Dave in the Haunted Mansion (1991)
- Dangerous Dave's Risky Rescue (1993)
- Dave Goes Nutz! (1993)
- Commander Keen
  - Episode 1:Marooned on Mars (1990)
  - Episode 2:The Earth Explodes (1991)
  - Episode 3:Keen Must Die (1991)
  - Keen Dreams (1991)
  - Episode 4:Secret of the Oracle (1991)
  - Episode 5:The Armageddon Machine (1991)
  - Episode 6:Aliens Ate My Baby Sitter (1991)
- Rescue Rover (1991)
- Rescue Rover 2 (1991)
- Shadow Knights (1991)
- Hovertank 3D (1991)
- Catacomb 3D: A New Dimension (1992), перевидана за назвою Catacomb 3-D: The Descent
  - Catacomb Abyss (1992)
  - Catacomb Armageddon (1992), перевидана за назвою Curse of the Catacombs
  - Catacomb Apocalypse (1992), перевидана за назвою Terror of the Catacombs
- Wolfenstein 3D (1992)
  - Spear of Destiny (1992)
  - Spear of Destiny Mission 2: Return to Danger (1993)
  - Spear of Destiny Mission 3: The Ultimate Challenge (1993)
- Doom (1993)Doom (1993)
  - The Ultimate Doom (1995)
- Doom II: Hell on Earth (1994)
  - Master Levels for Doom II (1995)

Doom (1993)

  - Final Doom: The Plutonia Experiment (1996)
  - Final Doom: TNT Evilution (1996)
- Heretic (1994)
  - Heretic: Shadow of the Serpent Riders (1994)
- HeXen (1995)
  - HeXen: The Deathkings of the Dark Citadel (1995)
- HeXen II (1997)
  - HeXen II: Portal of Praevus (1998)
- Quake (1996)
  - Mission Pack 1: Scourge of Armagon (1997) (розроблена компанією Hipnotic Interactive, яка згодом стала називатися Ritual Entertainment)
  - Mission Pack 2: Dissolution of Eternity (1997) (розроблена компанією Rogue Entertainment)
- Quake II (1997)Quake II (1997)

Quake II (1997)

  - Mission Pack 1: The Reckoning (1998) (розроблена компанією Xatrix Entertainment, яка згодом стала називатися Gray Matter Interactive)
  - Mission Pack 2: Ground Zero (1998) (розроблена компанією Rogue Entertainment)
- Doom 64 (1997) (розроблений Midway Interactive для Nintendo 64)
  - DOOM 64: The Outcast Levels (2005)
- Quake III Arena (1999)
  - Expansion:Team Arena (2000)
- Return to Castle Wolfenstein (2001) (розроблена компанією Gray Matter Interactive, мультиплеер розроблений компанією Nerve Software)
- Wolfenstein: Enemy Territory (2003) (розроблена компанією Splash Damage)
- Doom 3 (2004)
  - Expansion: Resurrection of Evil (2005) (розроблена компанією Nerve Software)
- Doom RPG (2005) (розроблена id Software для мобільних телефонів)
- Doom II RPG (2009) (розроблена id Software для мобільних телефонів)
- Quake 4 (2005) (розроблена компанією Raven Software)
- Enemy Territory: Quake Wars (2007) (розроблена компанією Splash Damage)

Doom (2016)

- Doom (2016)Wolfenstein RPG (2007) (розроблена id Software для мобільних телефонів)
- Wolfenstein (2009) (розроблена спільно з Raven Software)
- Doom: Resurrection (2009) (розроблена id Software для iPhone/iPod Touch)
- Wolfenstein 3D Classic (2009) (розроблена id Software для iPhone/iPod Touch)
- Wolfenstein RPG (2009) (розроблена id Software для iPhone/iPod Touch)
- Quake Live (2010)
- Rage (2011)
- Doom (2016)
- Rage 2 (2019)
- Doom Eternal (2020)
- Quake Champions (2022)

У деяких країнах (наприклад в Німеччині) ігри фірми через присутності елементів насильства довгий час не були допущені для офіційного продажу.